# Syngramma campyloneuroides
Syngramma campyloneuroides là một loài dương xỉ trong họ Pteridaceae. Loài này được Baker Ridley mô tả khoa học đầu tiên năm 1926.
Danh pháp khoa học của loài này chưa được làm sáng tỏ. 